# Eugène Cortambert
Pierre-François Eugène Cortambert (Tolosa, 12 d'octubre de 1805 - París, 5 de març de 1881) va ser un geògraf occità que ocupà el càrrec de conservador de la secció geogràfica de la Biblioteca Nacional Francesa.

## Biografia
Eugène Cortambert va nàixer a Tolosa el 1805 en una família benestant, el seu pare era metge. Apassionat per la geografia va anar-se'n a París el 1825. Va actuar com a divulgador de la geografia vulgaritzant-la mitjançant l'edició de tota una sèrie de manuals. Va ser secretari general (1853-1854) i després president de la Comissió central (1873) de la Societat de Geografia de París.
El seu germà Louis Cortambert va ser periodista.

## Obres
- Éléments de géographie ancienne (1834)
- Cours de géographie (1846)
- Éléments de cosmographie (1851)
- Parallèle de la géographie et de l'histoire (1854)
- Petite géographie illustrée du premier âge (1872)